# Simon de Châlons
Simon de Châlons, anagraficamente Simon de Mailhy (Châlons-en-Champagne, 1506 – 1568), è stato un pittore francese.
Fu attivo ad Avignone dal 1532 fino a oltre il 1562.

## Biografia
Simon de Mailhy, detto Simon de Châlons nacque a Châlons-en-Champagne. Egli firmava le sue opere "Simon de Chaalons en Champaigne".
Di formazione artistica borgognona, ma fortemente influenzato dall'arte italiana, egli operò la sintesi di queste due pitture nelle sue opere. Il suo anteporre la tecnica italiana influenzò durevolmente tutte le branche dell'arte avignonese.
Le sue opere si trovano esposte nel Museo Calvet, nel Museo Pierre-de-Luxembourg di Villeneuve-lès-Avignon e in numerose chiese di Avignone, tra cui la Cattedrale di Notre-Dame des Doms, la Collegiale di Sant'Agricola, la Basilica di San Pietro, la Collegiata di Saint-Didier, la Cappella dei Penitenti Grigi in rue des Teinturiers e quella dei Penitenti Bianchi. Ciò non di meno, alla luce dell'esposizionme di Marsiglia 1987-88 ("La peinture en Provence au XVIè siècle", Catalogue par Léonelli, Vial, Pichou),  conviene rivedere certe attribuzioni tradizionali ma non documentate, come nella chiesa di Saint Didier e nella cattedrale di Notre-Dame des Doms.
Si trovano opere sue anche a Roma nella Galleria Borghese, un Ecce Homo e una Vergine.

## Opere
Musei

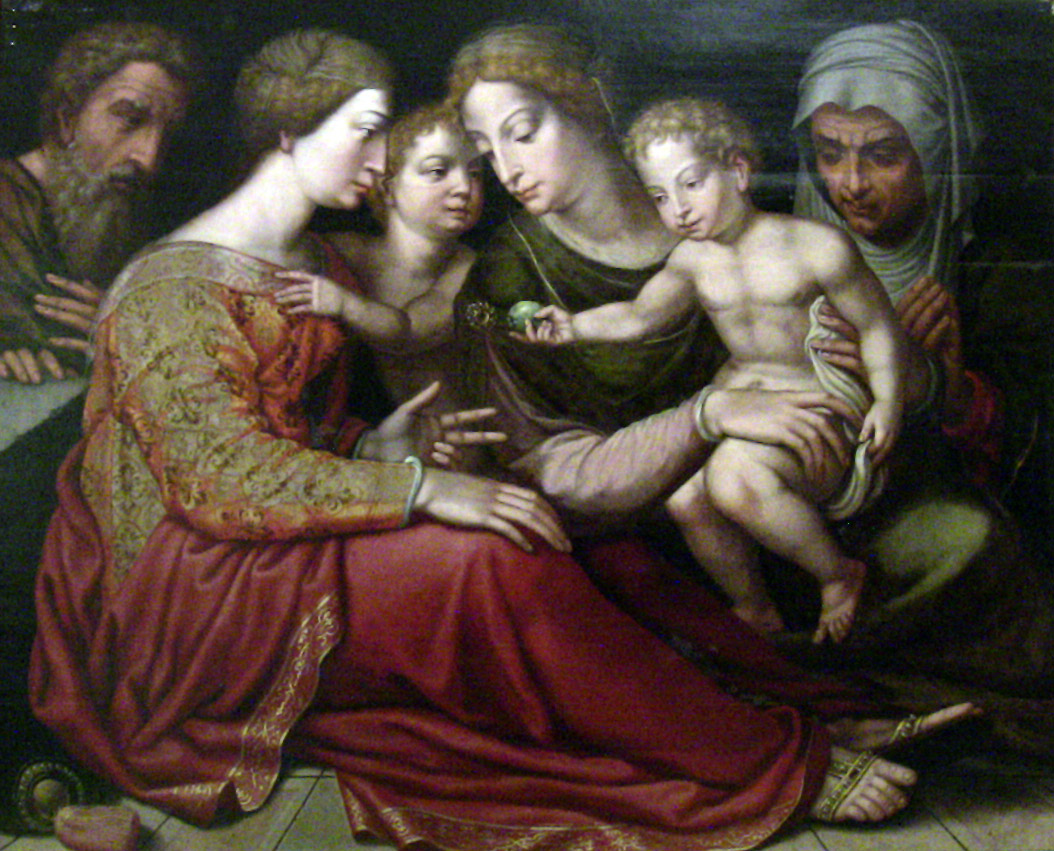
Simon de Châlons, La Sacra Famiglia,
Museo delle Belle Arti di Rouen.

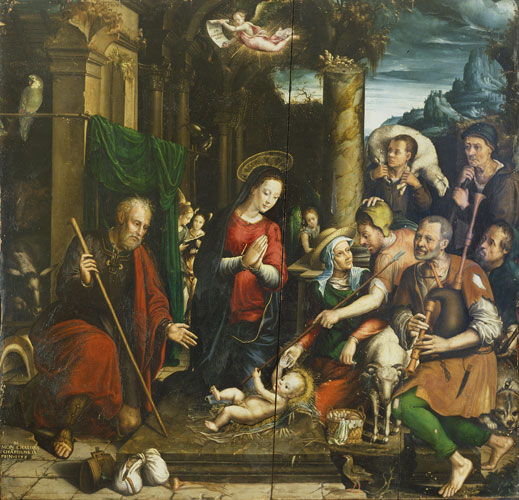
Adorazione dei pastori, Museo Calvet, Avignone.

- L'Incredulità di san Tommaso, Museo del Louvre, Parigi[4].
- Gli Evangelisti, museo di Tolosa.
- La Sacra Famiglia, olio su legno, 112 × 135 cm, Museo delle Belle Arti di Rouen.
- La Sacra Parentela, 1543, Museo Calvet, Avignone.
- Adorazione dei pastori 1548, Museo Calvet.
- Deposizione dalla Croce, 1550, Museo Calvet.
- Deposizione dalla Croce, 1552, Museo Pierre de Luxembourg, Avignone[5]
- La sepoltura, 1552, Museo Pierre de Luxembourg, con intorno alla tomba papa Innocenzo VI e suo nipote, il cardinale di Pamplona, proveniente dalla cappella funeraria di quest'ultimo.[6]

Chiese di Aimargues
- Salita al Calvario, San-Saturnino[7]

Chiese di Avignone
- Gesù sale al Calvario, Nartece di Notre-Dame des Doms[8]
- Due ritratti di donatori della famiglia Grillet, Sacrestia di Sant'Agricola.
- Incoronazione della Vergine, Coro di Sant'Agricola.
- Discesa dello Spirito Santo, lato destro di Saint-Didier. (Anonimo, un tempo attribuito a Simon de Châlons).
- La Flagellazione, coro di Saint-Didier (Anonimo, un tempo attribuito a Simon de Châlons).[9]
- San Paolo disarcionato alle porte di Damasco, 1585, Cappella dei Penitenti Grigi, Anonimo, talvolta attribuito o per lo meno terminato, a uno dei suoi allievi, tenuto conto dell'età tardiva.